# Notophanus megaphyllus
Notophanus megaphyllus är en skalbaggsart som beskrevs av Heller 1896. Notophanus megaphyllus ingår i släktet Notophanus och familjen Rutelidae. Inga underarter finns listade i Catalogue of Life.